# Vaccinium crenatum
Vaccinium crenatum är en ljungväxtart som först beskrevs av George Don jr, och fick sitt nu gällande namn av Hermann Sleumer. Vaccinium crenatum ingår i Blåbärssläktet, och familjen ljungväxter. Inga underarter finns listade i Catalogue of Life.